# Turniej o Łańcuch Herbowy Miasta Ostrowa Wielkopolskiego 2006
Turniej o Łańcuch Herbowy Miasta Ostrowa Wielkopolskiego 2006 – turniej żużlowy, rozegrany po raz 54. w Ostrowie Wielkopolskim, w którym zwyciężył Norweg Rune Holta.

## Wyniki
- Ostrów Wielkopolski, 17 września 2006
- Sędzia: Ryszard Głód

| Msc. | Zawodnik                 | Państwo           | Pkt   |             |  |
| ---- | ------------------------ | ----------------- | ----- | ----------- |  |
| 1    | Rune Holta               | Norwegia          | 14 +3 | (3,2,3,3,3) |  |
| 2    | Nicki Pedersen           | Dania             | 14 +2 | (3,3,3,3,2) |  |
| 3    | Jarosław Hampel          | Polska            | 13    | (3,3,3,2,2) |  |
| 4    | Greg Hancock             | Stany Zjednoczone | 12    | (2,3,3,3,1) |  |
| 5    | Andreas Jonsson          | Szwecja           | 11    | (2,2,1,3,3) |  |
| 6    | Sebastian Ułamek         | Polska            | 9     | (0,2,2,2,3) |  |
| 7    | Matej Ferjan             | Słowenia          | 9     | (1,2,2,2,2) |  |
| 8    | Leigh Adams              | Australia         | 8     | (3,3,2,d,0) |  |
| 9    | Mariusz Węgrzyk          | Polska            | 7     | (2,1,d,1,3) |  |
| 10   | Sławomir Drabik          | Polska            | 5     | (2,0,2,0,1) |  |
| 11   | Michał Szczepaniak       | Polska            | 5     | (1,0,0,2,2) |  |
| 12   | Piotr Protasiewicz       | Polska            | 5     | (1,1,1,1,1) |  |
| 13   | Gary Havelock            | Wielka Brytania   | 3     | (1,1,0,1,0) |  |
| 14   | Marcin Liberski          | Polska            | 2     | (0,0,1,1,0) |  |
| 15   | Mikael Max               | Szwecja           | 2     | (0,1,w,0,1) |  |
| 16   | rez. Roger Lewandowski   | Polska            | 1     | (1)         |  |
| 17   | Sebastian Brucheiser     | Polska            | 0     | (0,0,0,0,0) |  |
|      | rez. Bartosz Kwiatkowski | Polska            | ns    |             |  |

Bieg po biegu:
1. Hampel, Hancock, Ferjan, Ułamek
2. Adams, Drabik, Szczepaniak, Liberski
3. Pedersen, Węgrzyk, Havelock, Brucheiser
4. Holta, Jonsson, Protasiewicz, Max
5. Pedersen, Ułamek, Protasiewicz, Drabik
6. Hancock, Jonsson, Havelock, Liberski
7. Adams, Ferjan, Max, Brucheiser
8. Hampel, Holta, Węgrzyk, Szczepaniak
9. Holta, Ułamek, Liberski, Brucheiser
10. Hancock, Drabik, Lewandowski, Węgrzyk (d1)
11. Pedersen, Ferjan, Jonsson, Szczepaniak
12. Hampel, Adams, Protasiewicz, Havelock
13. Jonsson, Ułamek, Węgrzyk, Adams (d2)
14. Hancock, Szczepaniak, Protasiewicz, Brucheiser
15. Holta, Ferjan, Havelock, Drabik
16. Pedersen, Hampel, Liberski, Max
17. Ułamek, Szczepaniak, Max, Havelock
18. Holta, Pedersen, Hancock, Adams
19. Węgrzyk, Ferjan, Protasiewicz, Liberski
20. Jonsson, Hampel, Drabik, Brucheiser
21. Bieg o 1. miejsce: Holta, Pedersen
22. Memoriał Mirosława Borowicza: Brucheiser, Kwiatkowski, Liberski, Lewandowski